# KiRa-KiRa Sensation!/Happy maker!
《KiRa-KiRa Sensation!/Happy maker!》是2014年7月9日由Lantis發售的μ's的單曲，其中的樂曲為電視動畫《Love Live!》第2期插入曲。

## 概要
電視動畫《Love Live!》第2期插入曲第3作。為收錄了2首劇中曲的雙A面單曲。
標題中的一首歌《KiRa-KiRa Sensation!》用作第2期第12話的插入曲，另一首歌《Happy maker!》用作第2期第13話的插入曲。
初回生產期間隨機附贈「μ's想與你同行海水浴卡」（全9種）中的一種。封面於2014年6月30日公開。

## 榜單成績
7月8日的Oricon日榜中排第4名，翌日（7月9日）時升至第2名。7月21日公布的Oricon週榜裏，初動售出4.9万枚，連續3作奪得週榜第3名。之後是《Love wing bell/Dancing stars on me!》第18名、《夢想之門》第23位，此外包括《寶物/Paradise Live》《那就是我們的奇蹟》《無論何時都一直》在內的μ's單曲有6作同時登上top 100榜單，TOP200中則10作同時上榜。
SoundScan Japan的週榜中繼以後再次獲得第1名。另外，這也是《Love Live!》相關樂曲在iTunes的日本綜合榜中首次獲得第1名。Billboard的Hot Animation中亦連續3作獲得第1，HOT 100中也繼之後再次獲第2名。

## 收錄曲
- CD

1. KiRa-KiRa Sensation! [4:59]
  - 作詞：畑亞貴，作曲、編曲：本田光史郎
  - 電視動畫第2期第12話插入曲。
  - 定位為《我們活在當下》的呼應曲（英语：Answer song），曲調、節奏都刻意模仿之而作。
  - 衣装為採用柔和色調的螢光色系，袖子的形狀等有3種。
2. Happy maker! [5:00]
  - 作詞：畑亞貴，作曲、編曲：前口涉（日语：前口渉）
  - 電視動畫第2期第13話插入曲。所謂應援曲。
  - 衣装為粉色和白色組合的二色訓練服，附有絨球，啦啦隊風格（不過裙子使用的是制服裙）。另外3年生成員的左胸附近繫有花飾。
3. KiRa-KiRa Sensation! (Off Vocal)
4. Happy maker! (Off Vocal)

## 專輯收錄
| 曲名                 | 專輯                                       | 發售日        | 專輯類型 |
| -------------------- | ------------------------------------------ | ------------- | -------- |
| KiRa-KiRa Sensation! | 《μ's Best Album Best Live! Collection Ⅱ》 | 2015年5月27日 | 精選輯   |
| Happy maker!         | 《μ's Best Album Best Live! Collection Ⅱ》 | 2015年5月27日 | 精選輯   |

## 外部連結
- Lantis上的介紹頁 （页面存档备份，存于）（日語）
- Lantis YouTube頻道的影片
  - YouTube上的
  - YouTube上的